# Volkswagen Atlas
El Volkswagen Atlas es un Automóvil todoterreno (del segmento E manufacturado por el fabricante alemán Volkswagen en su Planta de Chattanooga en Tennessee, Estados Unidos. El Atlas es el vehículo más grande producido sobre la plataforma MQB del Grupo Volkswagen, y presenta un motor cuatro cilindros en línea montado transversalmente o un VR6 de Volkswagen.
Comercializado como Atlas en Canadá, Chile, Israel y los Estados Unidos, el vehículo se conoce como Teramont en otros lugares, incluyendo Colombia, Ecuador, Medio Oriente, México, China y Rusia, cuya producción para esos dos últimos mercados se lleva a cabo en Ningbó, China desde 2017. En China, el Volkswagen Teramont está disponible con un motor VR6 turbocargado de 2.5 litros y una transmisión DSG.

## Historia

### Historia previa

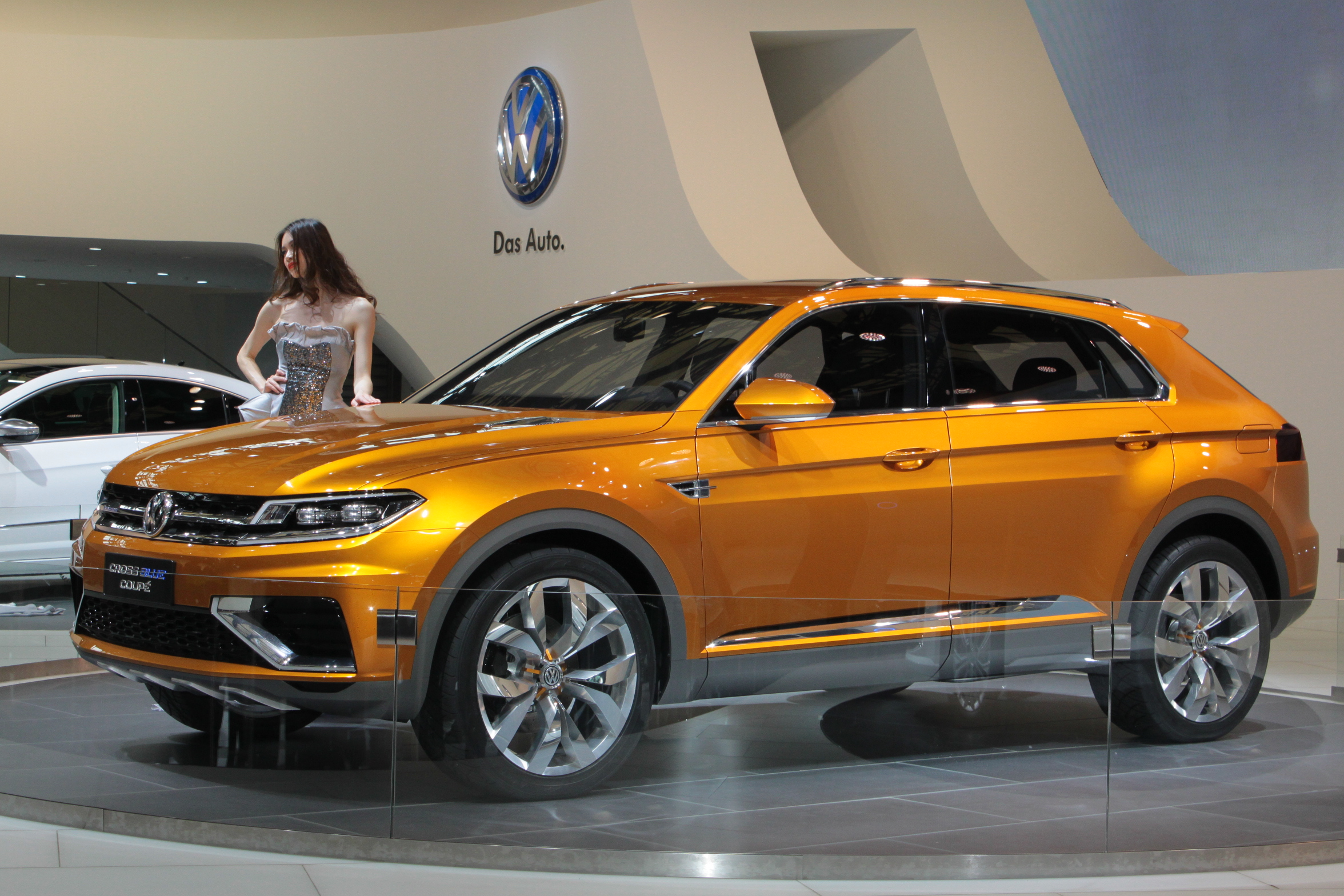
CrossBlue Coupé (2013)

Para aumentar considerablemente la oferta del creciente segmento de las SUVs en Estados Unidos, Volkswagen necesitaba un vehículo que fuese más grande que el Tiguan compacto, pero más asequible en precio que el todoterreno del segmento E, el Touareg. En septiembre de 2013, el Volkswagen CrossBlue dio un primer vistazo de lo que sería el Atlas/Teramont en forma de concepto, un SUV de tamaño mediano, híbrido enchufable a diesel, con estilo de Crossover, esto en el North American International Auto Show en Detroit. En el mismo año Volkswagen presentó en el Salón del Automóvil de Shanghái al CrossBlue Coupé, de igual forma un SUV con propulsión híbrida. En 2015 siguió en el Salón del Automóvil de Detroit la presentación del Cross Coupé GTE, que dio un vistazo más de lo que sería el futuro Atlas. En este vehículo se combinaba una propulsión con un motor a gasolian V6 3,6 litros y una híbrida enchufable.
Exteriormente el Atlas se debía asimilar al CrossBlue concept de VW y ser el vehículo más grande de la marca basado en la plataforma MQB del Grupo Volkswagen con un motor cuatro cilindros transversal o un motor V6.

### Atlas

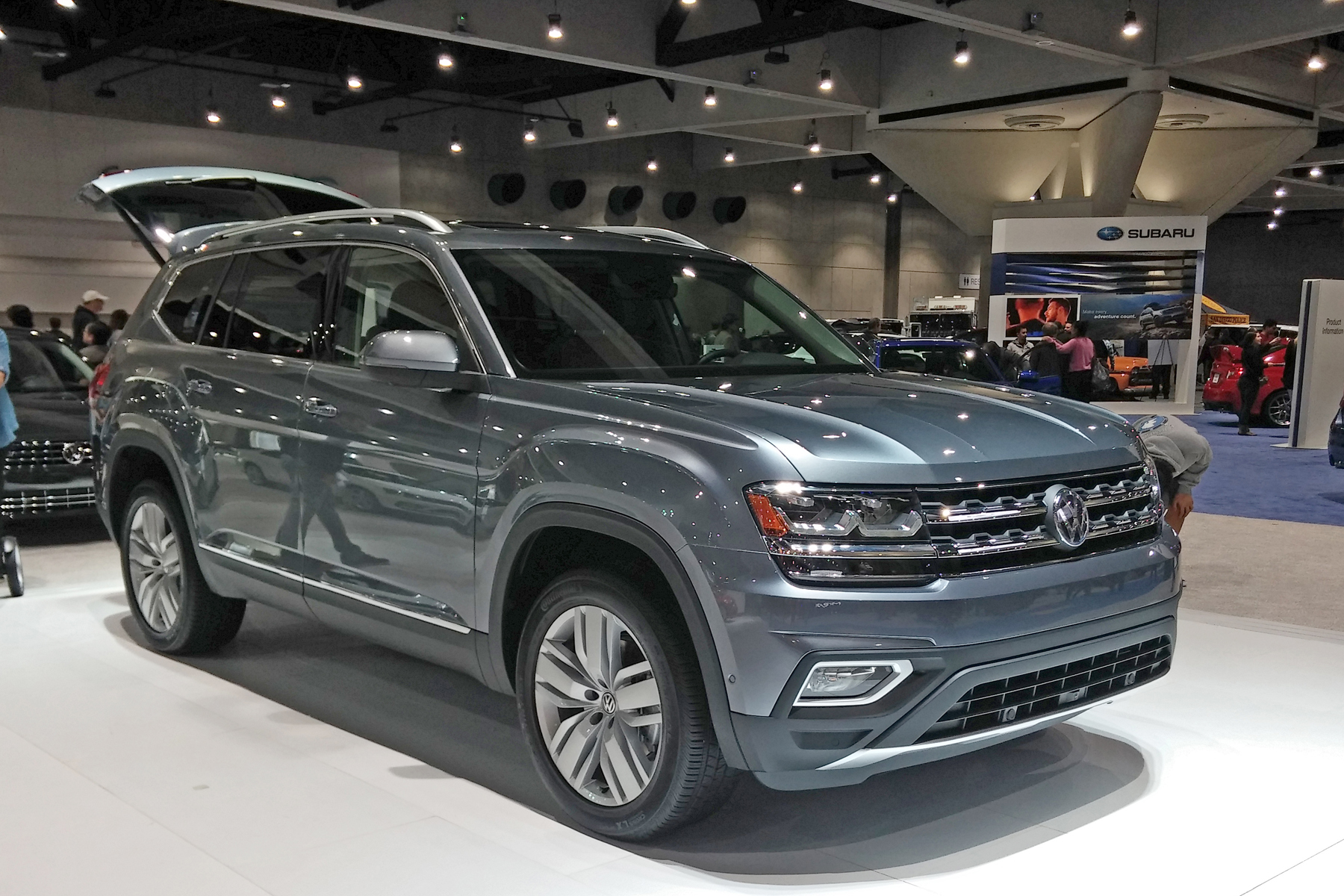
En su presentación

El 14 de julio de 2014, Martin Winterhorn, presidente del Grupo Volkswagen, anunció desde una conferencia de prensa en Wolfsburg, que se trabajaría en un modelo SUV de tamaño grande que acompañase la producción del Passat (NMS) en la planta de Chattanooga. Para eso se invertirían 900 millones de dólares y se crearían 2000 nuevos puestos de trabajo.
El 27 de octubre de 2016 el Atlas tuvo su presentación mundial en el Muelle de Santa Mónica en California, y se presentó formalmente en el Salón del Automóvil de Los Ángeles en noviembre de 2016. Salió a la venta en los Estados Unidos y Canadá en mayo de 2017 como modelo 2018, con precios a partir de los 30,500 dólares. El 14 de diciembre de 2016 comenzó la producción en serie en la planta de Volkswagen en Chattanooga. El 8 de enero de 2017 Volkswagen presentó el Atlas con la línea de equipamiento R-Line, que estuvo disponible a partir del mismo año. Desde comienzos del año 2017 el Atlas está disponible en el mercado de EUA, donde estuvo disponible por primera vez como modelo 2018 y solo disponible con la motorización a gasolina VR6 con un desplazamiento de 3,6 litros y 206 kW en las variantes de equipamiento Launch Edition, SE y SEL, ya sea con tracción delantera o tracción integral. Comenzó a llegar a los clientes desde mediados de mayo de 2017. Desde otoño de 2017 el Atlas se ofrece en Estados Unidos también con un motor 2,0 litros, aunque solo de serie en la variante de equipamiento "S" con tracción delantera. Esta nueva variante de equipamiento base "S" también se puede equipar con el motor VR6, de igual forma con tracción delantera o a las cuatro ruedas. También con esta motorización 2,0 litros se pueden pedir las variantes SE y SEL, aunque únicamente con tracción delantera.
En Canadá el Atlas tuvo su debut del 20 al 29 de enero de 2017 en el Salón del Automóvil de Montreal. Está disponible en el mercado canadiense desde principios de verano de 2017. Se ofrece con un motor a gasolina de cuatro cilindros 2,0 litros y tracción delantera, así como con el motor VR6 3,6 litros con tracción integral en las variantes de equipamiento Trendline, Comfortline, Highline y Exceline, donde la Highline y la Exceline solo son combinables con el motor VR6.
El 5 de octubre de 2018 se produjo el Atlas número 100,000.

#### Atlas Cross Sport, Atlas Tanoak y concepto Atlas Basecamp

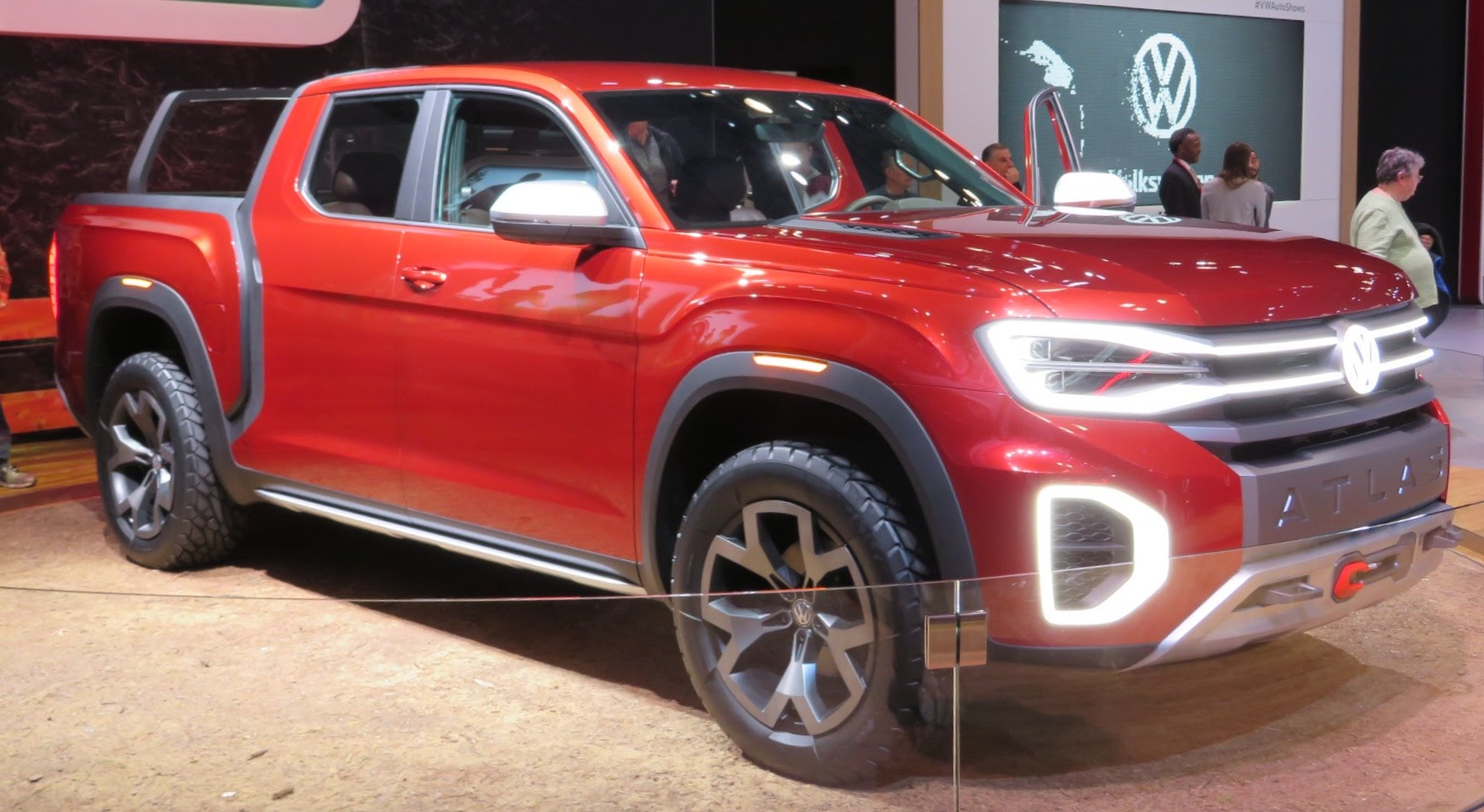
Atlas Tanoak (2018)

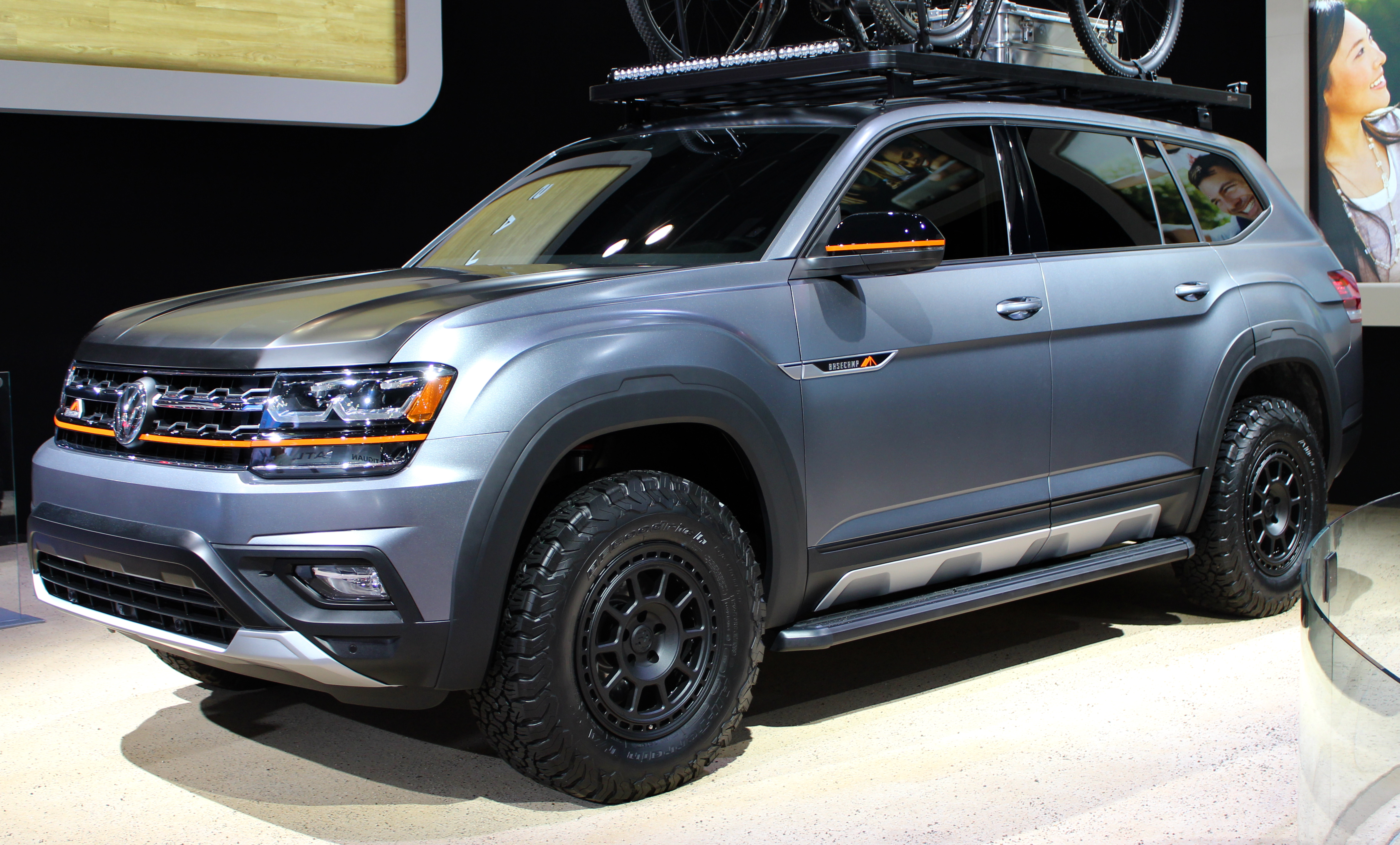
Atlas Basecamp Concept (2019)

En el Auto Show Internacional de Nueva York que se llevó a cabo del 28 de marzo al 8 de abril de 2018, el Grupo Volkswagen presentó dos conceptos de automóvil basados en el Atlas: el Atlas Cross Sport de cinco plazas con el techo y su parte trasera al estilo de un cupé, así como el Atlas Tanoak, un pickup de cinco plazas con doble cabina. Ambos autos se basaban tanto en el Atlas como en la plataforma modular MQB y estaban equipados con un motor seis cilindros de 3,6 litros y tracción integral, el Atlas Cross Sport también con una propulsión híbrida. La versión en serie del Atlas Cross Sport se produciría con el Atlas de siete plazas en la fábrica de Chattanooga. El Atlas Tanoak de 5.438 mm de largo toma su nombre del tipo de árbol oriundo de la Costa Oeste de los Estados Unidos, Lithocarpus densiflorus, que se nombra Tanoak en inglés. En enero de 2019 se dio a conocer que el Atlas Tanoak no entraría a producción en serie, sino que se llevaría a la producción un nuevo modelo de pickup sucesor del Volkswagen Amarok en cooperación con Ford y Volkswagen.
A principios del año 2019 se presentó en el Salón del Automóvil de Nueva York el concepto Atlas Basecamp, que se diferencia del vehículo de series entre otras cosas por una tren de aterrizaje 38 mm más elevado, así como por su disponibilidad de distintos accesorios offroad.

### Teramont

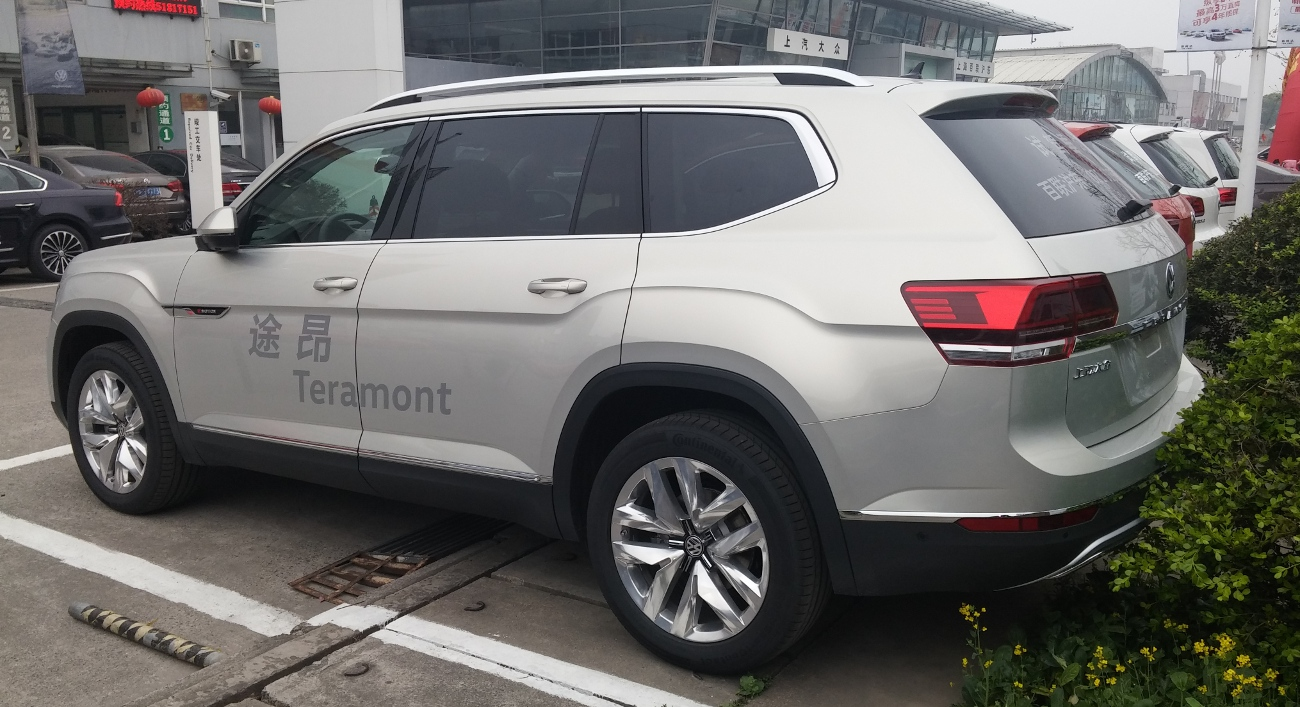
VW Teramont en China

El 18 de noviembre de 2016 se llevó a cabo la presentación mundial del Teramont en el Salón del Automóvil Internacional de Guangzhou, y el 30 de noviembre de 2016 comenzó la producción en serie para el mercado chino en la fábrica de Ningbó.
En noviembre de 2017 se llevó a cabo la presentación del Teramont para los Emiratos Árabes Unidos en el Salón del Automóvil de Dubái, la conferencia más grande de su tipo en Oriente Medio. Se ofrece en la Península arábiga fuera de los Emiratos Árabes Unidos también en Baréin, Catar, Kuwait, Omán y Arabia Saudita. El Teramont para Oriente Medio se produce en la fábrica de Chattanooga (EUA) y se equipa de serie con tracción integral.
En Rusia el auto se ofrece como Teramont desde 2018, en la variante de equipamiento Origin, Respect, Status y Exclusive, con motor TSI 2,0 litros con 162 kW (220 PS) o con un motor 3,6 litros VR6 con 206 kW (280 PS), siempre con tracción integral. La presentación rusa se llevó  cabo en agosto de 2018 en el Salón Internacional del Automóvil de Moscú (MIMS) en Moscú.
En México el auto se encuentra en el mercado desde el modelo 2019 con el nombre de Teramont. Se ofrece con un motor TSI 2,0 litros R4 (238 hp / 350 Nm) como Trendline y con un motor FSI 3,6 litros VR6 (280 hp / 360 Nm) en las líneas de equipamiento Comfortline', Comfortline Plus y Highline, siempre con una caja automática de 8 marchas y siete plazas.

#### Teramont X

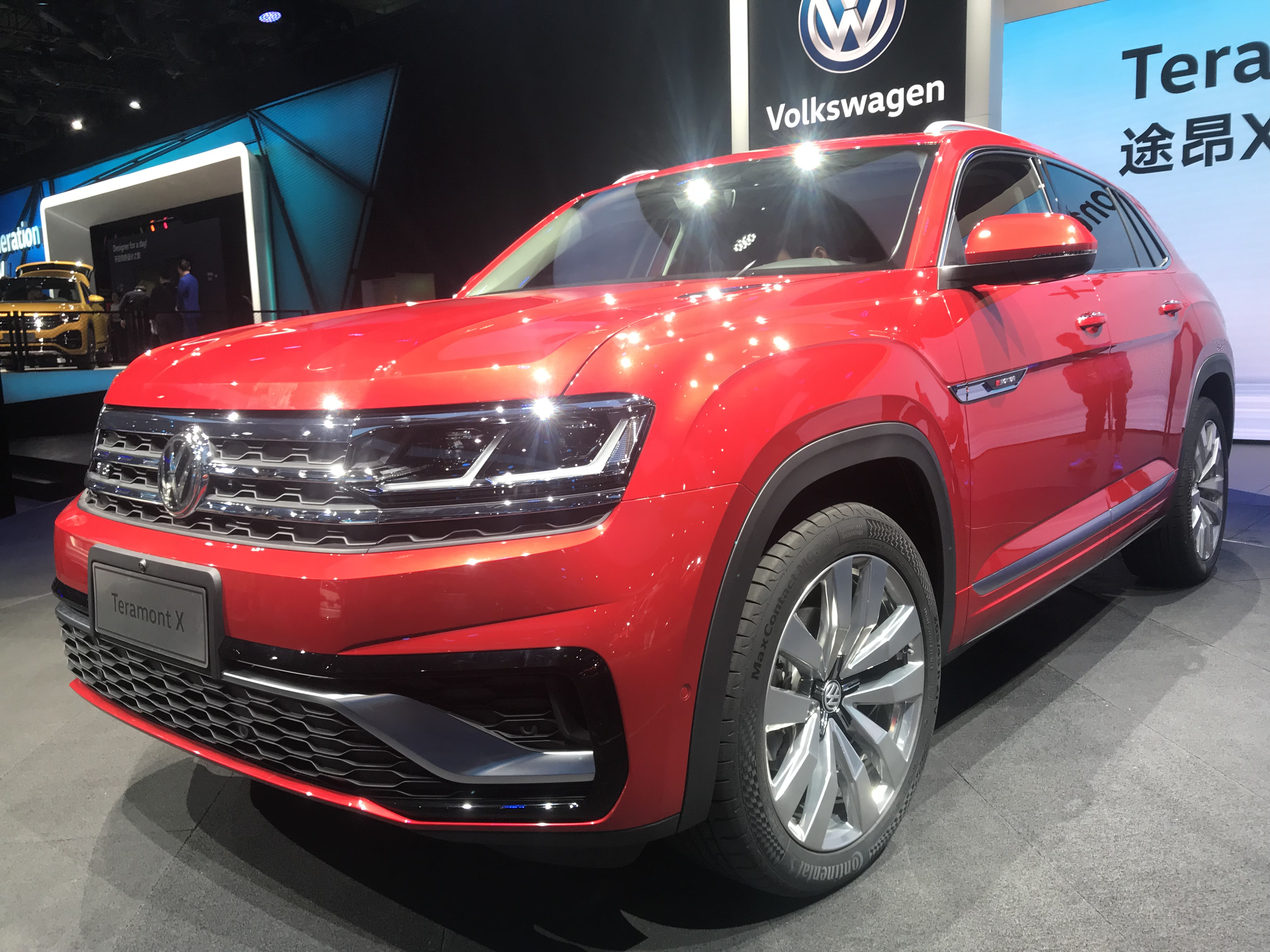
Volkswagen Teramont X en el Auto Shanghái

En el Salón del Automóvil de Shanghái de 2019, Volkswagen anunció el Teramont X, un SUV de dos filas que se basa en el Atlas/Teramont regular. De acuerdo con el portavoz Mark Gilles, la versión para América del Norte muy probablemente llegue en el tercer cuarto de 2019.

## Detalles
Las características incluidas en el Atlas son el Digital Cockpit de Volkswagen, un espacio de carga trasero de 2.74 m³, diecisiete portavasos, una segunda fila de asientos con espacio para tres asientos de seguridad para niños, una tercera fila de área de asientos accesible con asientos de seguridad para niños, conectividad Android Auto y Apple CarPlay estándar con Volkswagen CarNet y MirrorLink, siete sistemas de mejora de la estabilidad totales y sistema de tracción en las cuatro ruedas 4Motion disponible en la mayoría de los modelos.

### Motores
El Atlas tiene dos opciones de motor a gasolina en los Estados Unidos:
- 2.0L turbocargado cuatro cilindros (I4), gasolina, 235 hp, 258 lb.ft de torque
- 3.6L seis cilindros (VR6), gasolina, 276 hp, 266 lb.ft de torque

### Seguridad
El Atlas 2018 recibió la clasificación "Top Safety Pick" (escogido como con la más alta seguridad) del IIHS después de ganar calificaciones "Buenas" en las cinco pruebas de impacto y una calificación de "Superior" en la prueba de prevención de impacto frontal.

### Características
- Longitud, mm 5036

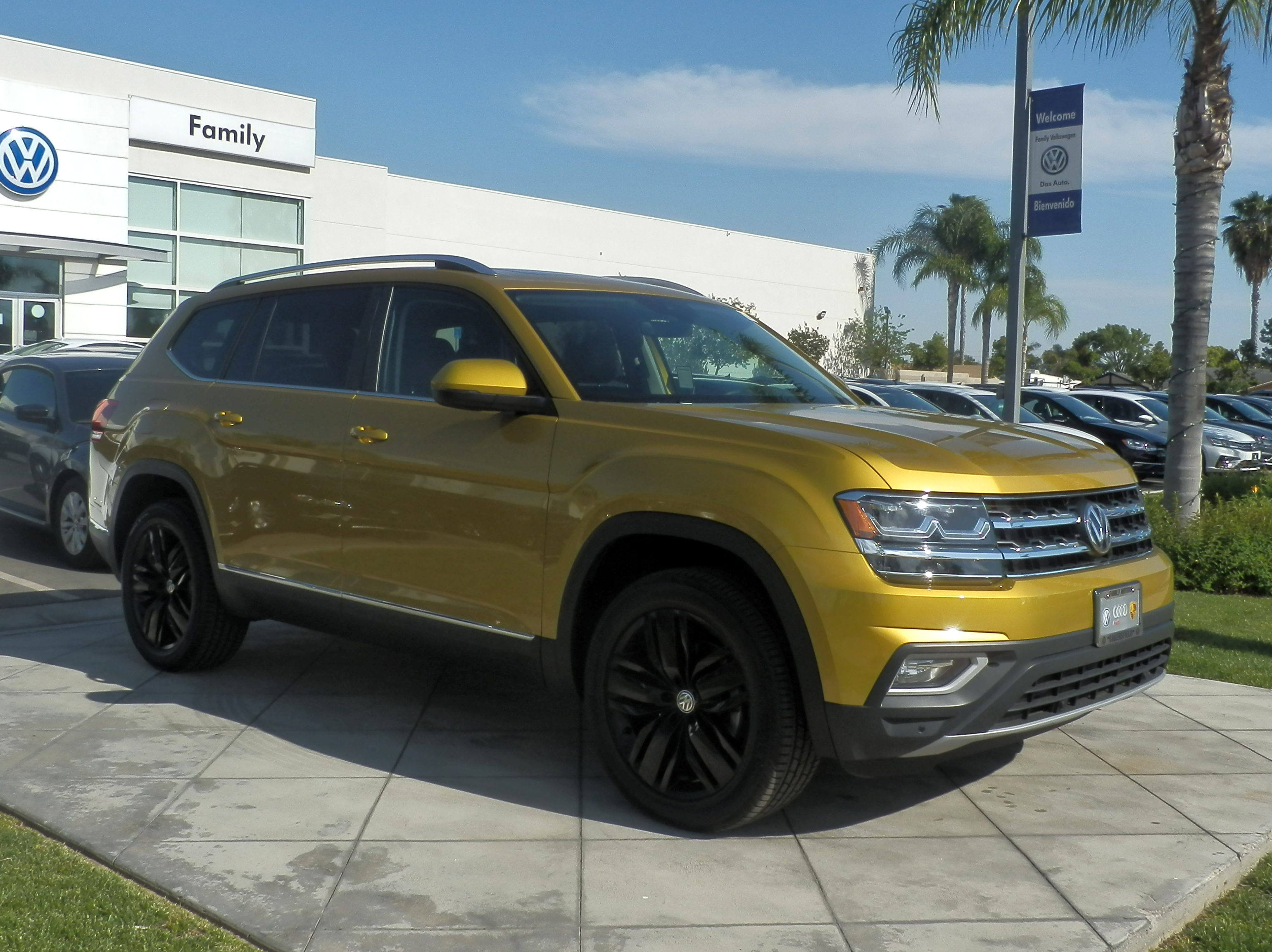
Atlas en color Amarillo Kurkuma Metálico

- Ancho, mm 1989 (Excluyendo espejos laterales)
- Altura, mm 1769
- Distancia entre ejes, mm 2979
- Distancia del piso, mm 203
- Peso en vacío, kg 2060-2105
- Peso total, kg 2670-2700
- Capacidad del tanque de combustible, 70,4 litros
- Diámetro de giro, 12,4 metros